# Mauro Facci (calciatore)
Mauro Facci (Latina, 26 novembre 1971) è un dirigente sportivo, allenatore di calcio ed ex calciatore italiano, di ruolo difensore.

## Carriera

### Giocatore
Cresce nel vivaio del Latina, che lascia per trasferirsi al Genoa dove disputa una stagione nella Primavera. Ritornato a Latina viene aggregato alla prima squadra che milita nel campionato di Serie C2 per poi essere ingaggiato dalla Salernitana; qui diventa titolare e nella stagione 1993-94 vince il campionato di Serie C1.
Facci ha militato in molte squadre italiane professioniste. Cinque campionati con la Salernitana di cui tre in Serie B fino al 1997 quando viene ingaggiato dal Napoli. Nel capoluogo partenopeo rimane per tre stagioni: la prima in Serie A (dove disputa 17 partite) e le altre due in B.
In seguito gioca con il Teramo, con cui vince il campionato di C2 come capitano, con il Latina, con l'Acireale e con la Vigor Lamezia. Conclude la sua carriera dopo vent'anni dal suo inizio nel Latina.

### Allenatore
Nella stagione 2009-2010 comincia la sua ultima stagione da calciatore, ma dopo la sostituzione del tecnico Giancarlo Sibilia, il presidente Condò gli affida la conduzione tecnica del Latina che milita in Serie D e per sette partite ricoprirà il ruolo di allenatore-giocatore.

### Dirigente
Nel luglio del 2010 il presidente Michele Condò questa volta lo sceglie come Direttore Sportivo del Latina che milita in Serie D. Lui ottiene la sua prima promozione "non in campo" effettuando la richiesta di ripescaggio e occupandosi di tutta l'organizzazione che ciò comporta. Il 6 agosto diventa ufficiale il ritorno della squadra laziale nei professionisti.
La scelta per la conduzione della squadra che militerà nel girone C della Lega Pro Seconda Divisione cade su Sanderra come allenatore, e su giocatori validi anche se poco conosciuti, come Matteo Mancosu che arriverà a debuttare in Serie A cinque anni dopo. 
Il 1 maggio 2011 dopo 29 anni il neopromosso Latina ottiene la promozione in Lega Pro Prima Divisione, sul campo del Lamezia. Alla fine saranno nove i punti di vantaggio sul Catanzaro, giunto secondo.
La stagione da neopromossa nel girone B di Prima Divisione non sarà facile con squadre blasonate come il Piacenza, la Cremonese e la Triestina. E sarà proprio contro i giuliani alabardati che il Latina conquisterà la salvezza ai play-out.
La seconda stagione in Prima Divisione è ancora più difficile della precedente. Nel girone B ci sono società blasonate che in passato hanno militato anche in A come Perugia, Avellino o Pisa. Ma dopo aver vinto la 2012-2013, il 16 giugno 2013 arriverà anche la prima promozione in Serie B nella storia del Latina. In questa stagione si fa ammirare un'altra scoperta di Facci, l'attaccante brasiliano Jefferson che aveva scovato due anni prima nel campionato belga.
Per la prima stagione in B, il diesse rinforza la squadra con un altro brasiliano, Jonathas e giovani come Laribi o Viviani. Il Latina di Roberto Breda arriverà terzo alle spalle del Palermo di Iachini e dell'Empoli di Sarri. La finale play-off contro il Cesena sembra mettersi nel migliore dei modi dopo l'1-2 dell'andata. Alla fine del primo tempo il risultato è di 1-0 per il laziali. Il gol di Defrel a inizio ripresa gela lo stadio Francioni e il raddoppio dei romagnoli in pieno recupero farà abbandonare il sogno della massima serie.
Nei tre anni seguenti Facci porterà a Latina giocatori come Petagna, Calderoni, Schiattarella o Acosty, ma la squadra non tornerà più nei play-off.
Nell'estate del 2017 giunge l'offerta del presidente del Livorno, Spinelli. Facci accetta di tornare in Lega Pro, ma è solo per una stagione visto che riporterà in pochi mesi i labronici in B, ottenendo la terza promozione da dirigente nel giro di sette stagioni. Per il ritorno nella serie cadetta il presidente Spinelli e i tifosi vogliono in panchina la bandiera amaranto Lucarelli, alla sua prima e ultima esperienza in categoria. Alla 10ª giornata dopo la settima sconfitta la squadra è ultima, così Lucarelli viene esonerato dall'incarico e Facci chiama Breda, l'allenatore con cui aveva sfiorato la A quattro anni prima. Alla fine della stagione Breda otterrà la salvezza evitando anche i play-out.
Pochi giorni dopo il figlio del presidente Spinelli fa sapere a Facci che non è più nei programmi della società toscana.
Nella prima stagione senza Facci il Livorno arriverà ultimo a 24 punti dalla zona salvezza, retrocedendo in Lega Pro.
Nel 2021 è alla Viterbese

## Palmarès

### Giocatore
- Campionato italiano Serie C2: 1

Teramo: 2001-2002 (girone B)